# Tupolev Tu-80
Le Tupolev Tu-80 (en russe : Туполев Ту-80) était un prototype soviétique d’une version à plus long rayon d'action du bombardier Tupolev Tu-4, une copie non autorisée du Boeing B-29 Superfortress. Il fut annulé en 1949 au profit du programme Tupolev Tu-85 qui offrait encore plus d’autonomie. L’unique prototype a été utilisé dans divers programmes d’essai avant d’être finalement utilisé comme cible.

## Développement
Le Tu-80 a été conçu comme un Tu-4 modernisé et agrandi avec un plus grand rayon d'action. Cet objectif devait être atteint grâce à l’utilisation de moteurs plus économes en carburant, d’un meilleur aérodynamisme et de réservoirs de carburant supplémentaires. Il était destiné à avoir un rayon d'action de 7 000 à 8 000 kilomètres et à transporter une charge maximale de bombes de 12 000 kilogrammes avec une vitesse maximale de 620 kilomètres à l'heure. Les travaux de conception ont commencé en février 1948 et cela a été confirmé par un décret du Conseil des ministres du 12 juin qui exigeait que le prototype soit prêt pour les essais d'acceptation par l’État en juillet 1949.
La partie avant du fuselage a été redessinée avec un pare-brise en gradin de style avion de ligne et le fuselage a été rallongé de près de 4 m, ce qui a permis d’allonger les soutes à bombes et leurs portes. Le radar et son opérateur ont été déplacés dans le compartiment pressurisé avant et le radar lui-même a été placé en position « menton » dans un nouveau carénage profilé. Les ailes ont été agrandies pour atteindre une superficie totale de 173 mètres carrés. Les boudins de dégivrage en caoutchouc ont été remplacés par des dégivreurs à air de prélèvement plus efficaces et aérodynamiques. Les nacelles des moteurs ont été redessinées avec des sections transversales plus petites engendrant moins de traînée. À l’origine, les moteurs Chvetsov ASh-2TK ou Dobrynin VD-3TK ont été envisagés, mais aucun des deux moteurs n’était prêt, de sorte que le Chvetsov ASh-73TKFN a été utilisé. Des hélices entièrement en drapeau ont également été utilisées. Tous ces changements ont augmenté le rapport portance/traînée à 18 contre 17,0 pour le Tu-4.
La construction du Tu-80 a commencé en novembre 1948, en utilisant autant de composants du Tu-4 que possible pour accélérer la construction, mais le premier vol n’a eu lieu que le 1er décembre 1949, après que le Conseil des ministres a annulé le programme le 16 septembre 1949 en faveur du Tu-85 qui devait avoir de bien meilleures performances. Le Tu-80 est devenu un avion de recherche pour des tests sur des hélices à pas réversible et la déformation structurelle d’avions lourds, avant de devenir une cible sur un champ de tir et de bombardement.